# آزادراه لوگان

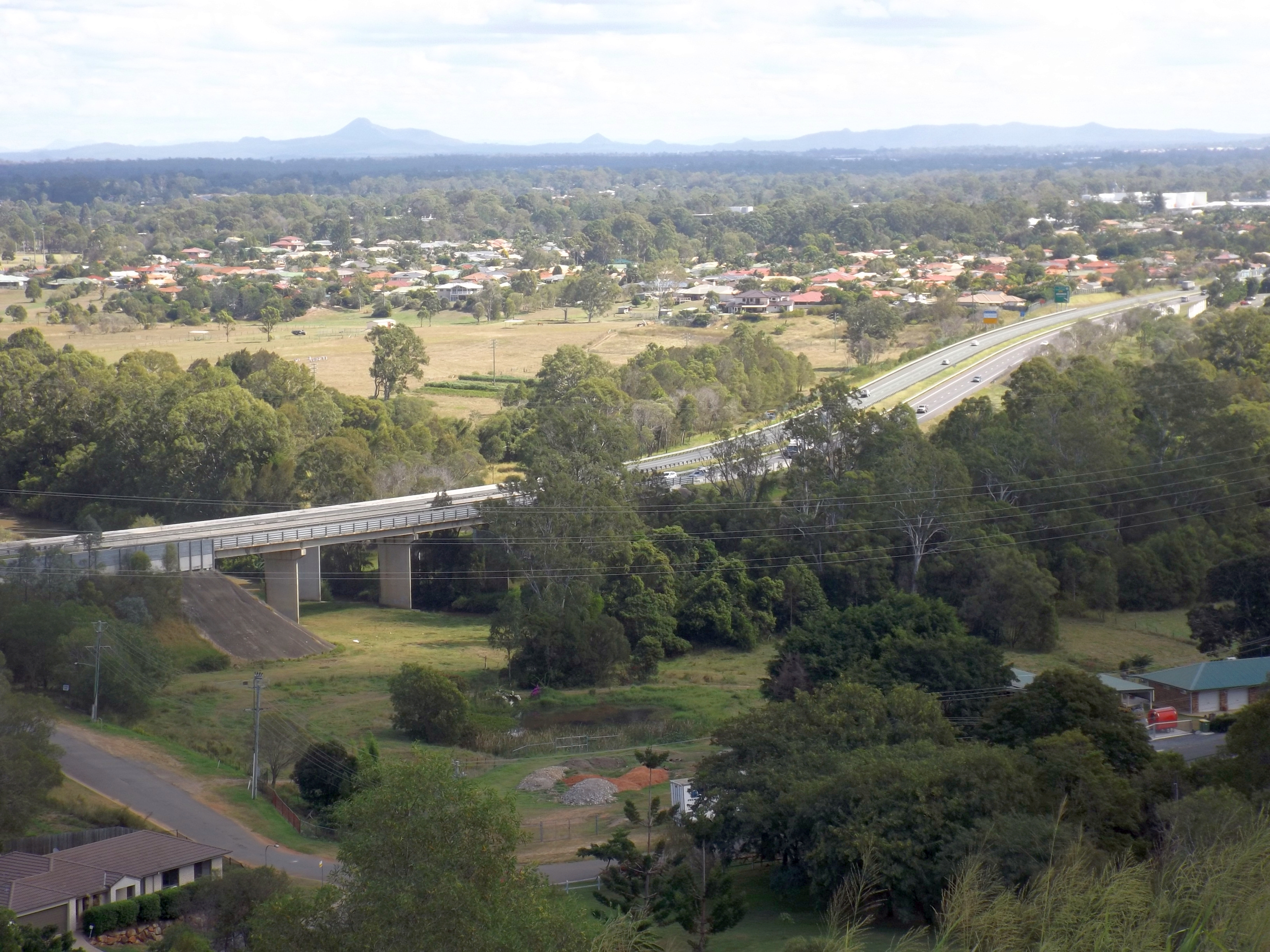
آزادراه لوگان

آزادراه لوگان (انگلیسی: Logan Motorway)یک آزادراه در کشور استرالیاست که در ایالت کوئینزلند قرار دارد. این آزادراه پولی از بریزبن تا ایپسویچ به طول ۳۰ کیلومتر کشیده شده است و ارتباط با گلدکست را ممکن می کند.